# 定命 (イスラム教)
定命（ていめい。カダル、qadar）は、ムスリム（イスラム教徒）が信じなければならない六信の一つ。すべての人間（あるいは万物そのもの）の運命が神（アッラーフ）によって定められていること。この意味以外の定命は定命を参照。